# Pastor Troy
Pastor Troy, de son vrai nom Micah LeVar Troy, est un rappeur américain né le 18 novembre 1977 à College Park, dans l'État de Géorgie.
Il se fait remarquer en 1999 avec son premier album We Ready - I Declare War. En 2001, il signe chez Universal Records où il connaît un succès commercial modéré avant de retourner à une carrière indépendante.

## Biographie
Micah LeVar Troy naît le 18 novembre 1977 à College Park (Géorgie). Il est le fils d'un ancien instructeur militaire d'origine haïtienne devenu pasteur, ce qui est à l'origine de son nom d'artiste Pastor Troy. Il est le leader du groupe Down South Georgia Boys.
Il publie son premier album en 1999, We Ready - I Declare War. Son morceau No Mo Play in G.A., un clash contre Master P et No Limit Records, l'aide à se faire remarquer au sein de la scène rap. Troy choisit de s'en prendre à Master P car ce dernier occupe une position dominante au sein l'industrie musicale à cette époque et a une forte influence sur la scène rap d'Atlanta, ce qui représente pour Troy une une opportunité de défendre l'identité musicale de la Géorgie face à l'influence de celle de la Nouvelle-Orléans.
Après plusieurs sorties indépendantes, il signe chez Universal Records pour l'album Face Off, sorti en 2001, suivi de l'album Universal Soldier en 2002, produit notamment par Timbaland, Lil Jon et Jazze Pha. Il atteint la 13e place du Billboard 200.
Pastor Troy sort By Any Means Necessary en 2004, dont la pochette fait référence à celle de By All Means Necessary de Boogie Down Productions, elle-même inspirée d'une célèbre photographie de Malcolm X. L'album contient notamment des productions de DJ Toomp et des collaboration avec les rappeurs sudistes 8Ball et Juvenile.
Pastor Troy quitte ensuite Universal en raison de ventes insuffisantes. Il publie en 2006 les albums Stay Tru et By Choice or by Force, puis Tool Musiq en 2007 et Attitude Adjuster en 2008. Après une brève retraite, il sort l'EP Clubber Lang en 2018.

## Style
Selon AllMusic, Pastor Troy se démarque au sein de la scène dirty south pour ses textes profonds. RapReviews le considère comme l'un des pionniers du crunk.

## Propos homophobes
En janvier 2020, Pastor Troy suscite une controverse sur les réseaux sociaux après avoir publié des commentaires homophobes à l'encontre de Lil Nas X. À la suite de l'apparition de ce dernier aux Grammy Awards dans une tenue de cow-boy rose, Pastor Troy critique son accoutrement et accuse les hommes homosexuels d'avoir un « agenda visant à retirer la masculinité aux hommes, particulièrement aux hommes noirs ». Lil Nas X répond humoristiquement à la diatribe de Pastor Troy en commentant « Putain ! J'suis trop frais sur cette photo, grâce à Dieu ! », faisant référence à la photo de lui en tenue rose partagée par Pastor Troy,. Tout en réaffirmant ses propos, Pastor Troy nie être homophobe.